# 重藤千秋
重藤 千秋（しげとう ちあき、1885年（明治18年）1月31日 - 1942年（昭和17年）7月26日）は、日本の陸軍軍人。最終階級は陸軍中将。満州事変における工作者の1人。

## 生涯
福岡県生まれ。豊津中学校卒を経て、1905年（明治38年）11月、陸軍士官学校（18期）を卒業。1906年（明治39年）6月、歩兵少尉に任官し歩兵第19連隊付となる。1918年（大正7年）11月、陸軍大学校（30期）を卒業し歩兵第53連隊中隊長に就任。
1919年（大正8年）4月、参謀本部付勤務となり、同年7月から9月まで外蒙古旅行を実施。同年12月、参謀本部員に異動し、1922年（大正11年）2月、歩兵少佐に昇進。1923年（大正12年）4月、支那公使館付武官補佐官に就任し、参謀本部付仰付（広東）を経て、1925年（大正14年）8月、歩兵中佐に進級し歩兵第33連隊付となる。以後、参謀本部員、参謀本部付仰付（上海駐在）を務め、1930年（昭和5年）8月、歩兵大佐に昇進し参謀本部支那課長に着任。満州事変前後、政商として知られた藤田勇から資金を出させ、関東軍を直接操作したといわれている。
1932年（昭和7年）1月、歩兵第76連隊長に転じ、第11師団参謀長を経て、1935年（昭和10年）3月、陸軍少将に進級し歩兵第11旅団長に就任。1937年（昭和12年）8月に台湾守備隊司令官に就任し、翌月、重藤支隊長として中国に出征。1938年（昭和13年）1月、第10師団司令部付となり、同年3月、陸軍中将に進み、同月、予備役に編入。1939年（昭和14年）3月から1940年（昭和15年）10月まで満州労工協会理事長を務めた。

## 親族
- 弟 重藤憲文（陸軍少将）